# Blautia producta
Blautia producta es una especie de  bacteria grampositiva del género Blautia. Fue descrita en el año 2008. Su etimología hace referencia a producción. Anteriormente conocida como Peptostreptococcus productus, Streptococcus productus y Ruminococcus productus. Es anaerobia estricta. Crece de forma individual, en parejas o en cadenas cortas. Forma colonias circulares, blancas o gris pálido, convexas y lisas. Catalasa negativa. Se ha aislado de heces humanas. Se estudia su posible uso como probiótico.